# Sphaerosyllis fortuita
Sphaerosyllis fortuita är en ringmaskart som beskrevs av Webster 1879. Sphaerosyllis fortuita ingår i släktet Sphaerosyllis och familjen Syllidae. Inga underarter finns listade i Catalogue of Life.